# Liste der Kulturdenkmale in Borgsum
In der Liste der Kulturdenkmale in Borgsum sind alle Kulturdenkmale der schleswig-holsteinischen Gemeinde Borgsum (Kreis Nordfriesland) aufgelistet (Stand: 10. März 2025).

## Legende
In den Spalten befinden sich folgende Informationen:
- Objekt-ID: die Nummer des Kulturdenkmales
- Lage: die Adresse des Kulturdenkmales und die geographischen Koordinaten. Kartenansicht, um Koordinaten zu setzen. In der Kartenansicht sind Kulturdenkmale ohne Koordinaten mit einem roten Marker dargestellt und können in der Karte gesetzt werden. Kulturdenkmale ohne Bild sind mit einem blauen Marker gekennzeichnet, Kulturdenkmale mit Bild mit einem grünen Marker.
- Offizielle Bezeichnung: Bezeichnung des Kulturdenkmales
- Beschreibung: die Beschreibung des Kulturdenkmales
- Bild: ein Bild des Kulturdenkmales

## Bauliche Anlagen
| Objekt-ID     | Lage                                       | Offizielle Bezeichnung | Beschreibung | Bild |
| ------------- | ------------------------------------------ | ---------------------- | --- | ---- |
| 7064 Wikidata | Taarepswoi 23 (54° 42′ 7″ N, 8° 27′ 22″ O) | Uthländisches Haus     | Uthländisches Haus; 1876; „in- die-5“ gebauter, eingeschossiger Backsteinbau mit Halbwalmdach, traufständig, mittiger Backengiebel, Wirtschaftsteil in gleicher Bauart schließt versetzt in Längsrichtung an. - Begründung: geschichtlich, städtebaulich, Kulturlandschaft prägend - Schutzumfang: gesamtes Objekt - Denkmaltyp: Bauliche Anlage | BW   |

## Quelle
- Liste der Kulturdenkmale in Schleswig-Holstein – Kreis Nordfriesland (PDF)

- Karte mit allen Koordinaten:
- OSM |
- WikiMap